# Porzellanfabrik W. Goebel

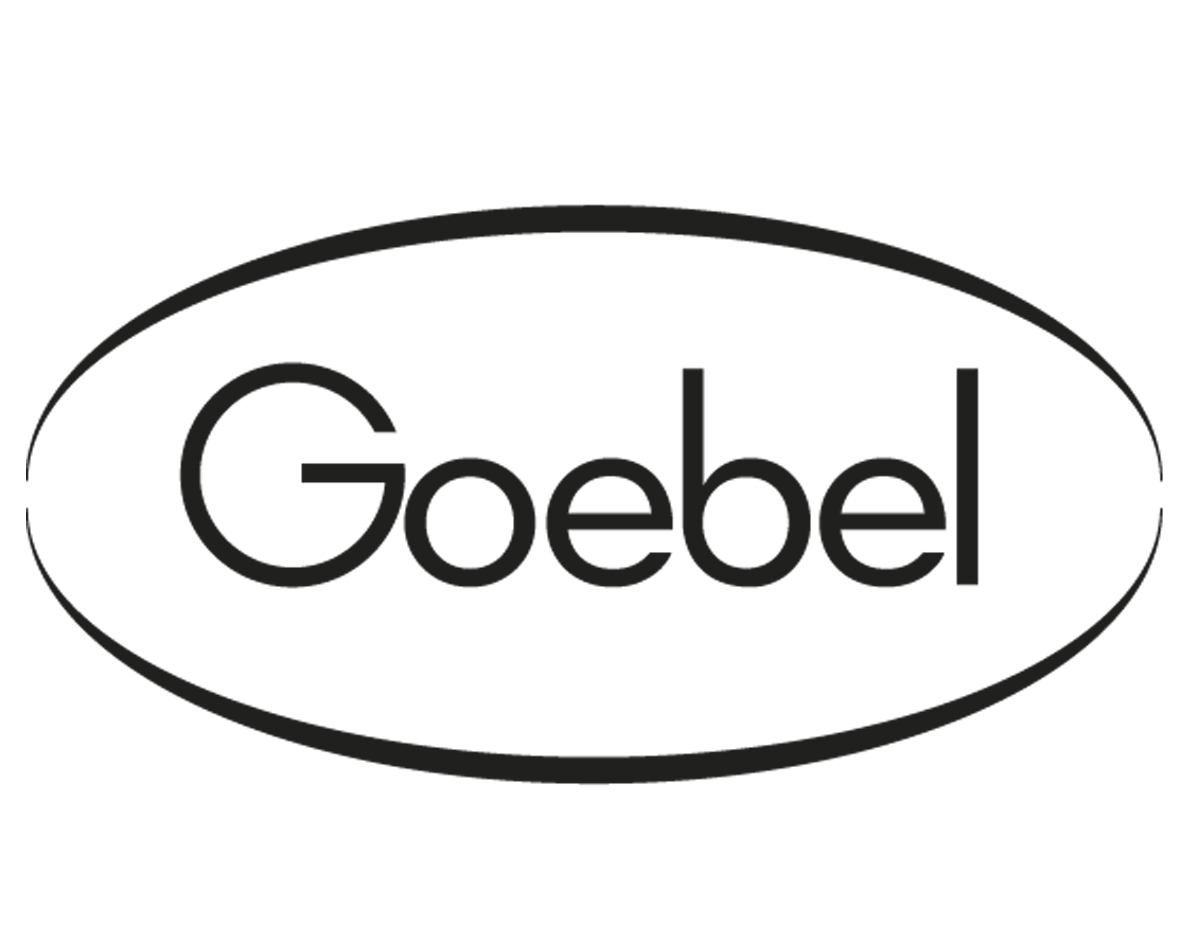
Das Logo des Herstellers

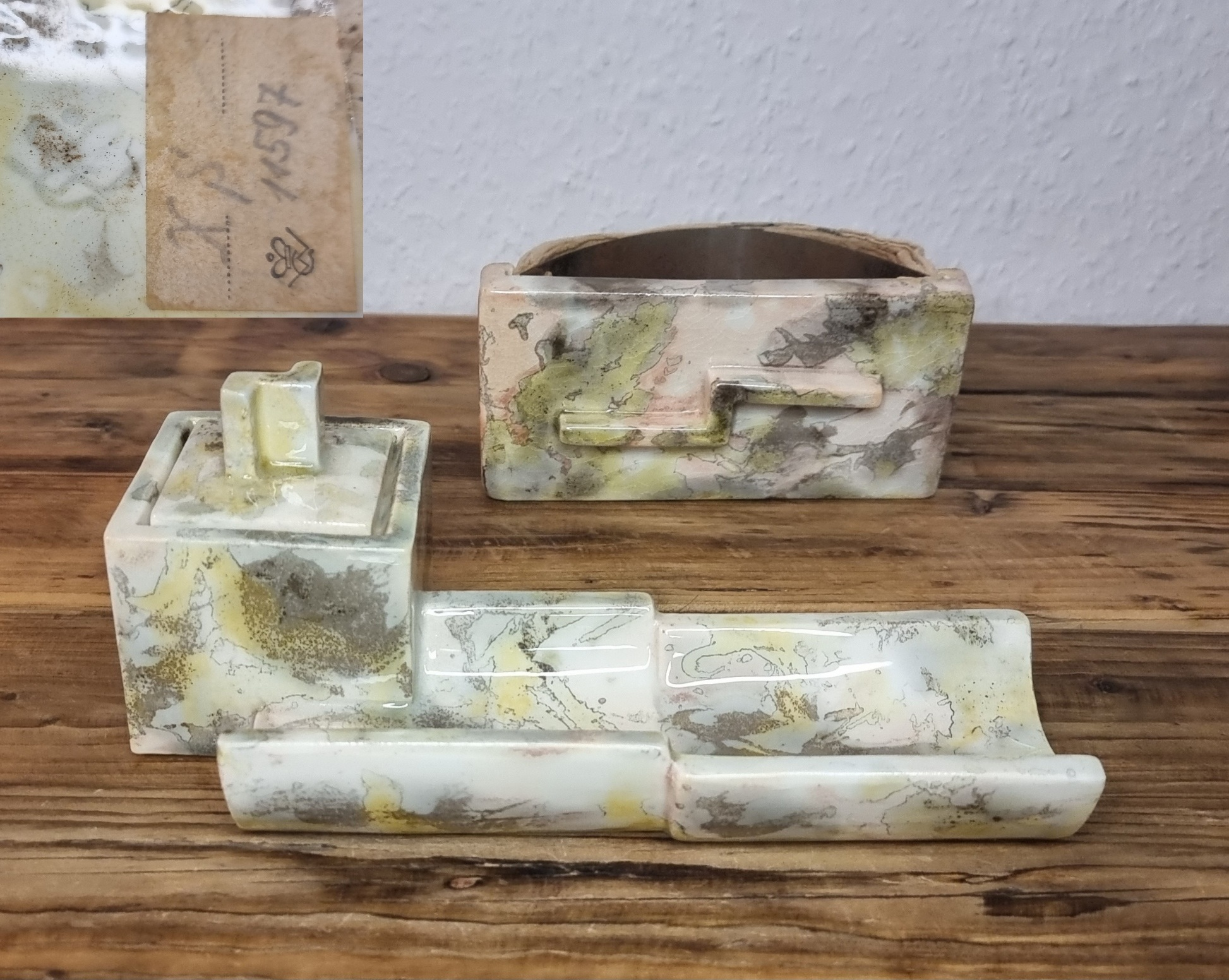
Tintenfass mit Löschwiege von Goebel aus den 20er Jahren mit einer originalen Papieretikette und mit Manufakturmarke (ab 1923). Dekor sog. "Marmorierung".

Die W. Goebel Porzellanfabrik GmbH & Co. KG war ein Porzellanhersteller in Oeslau, einem Stadtteil Rödentals im oberfränkischen Landkreis Coburg. Seit 2010 ist die PM Kapital GmbH & Co. KG aus Bad Staffelstein Eigentümer der Goebel Porzellan GmbH. Im Jahr 2016 wurde die Verwaltung, der Einkauf und der Vertrieb nach Bad Staffelstein verlagert, 2022 folgte der Werksverkauf.

## Geschichte

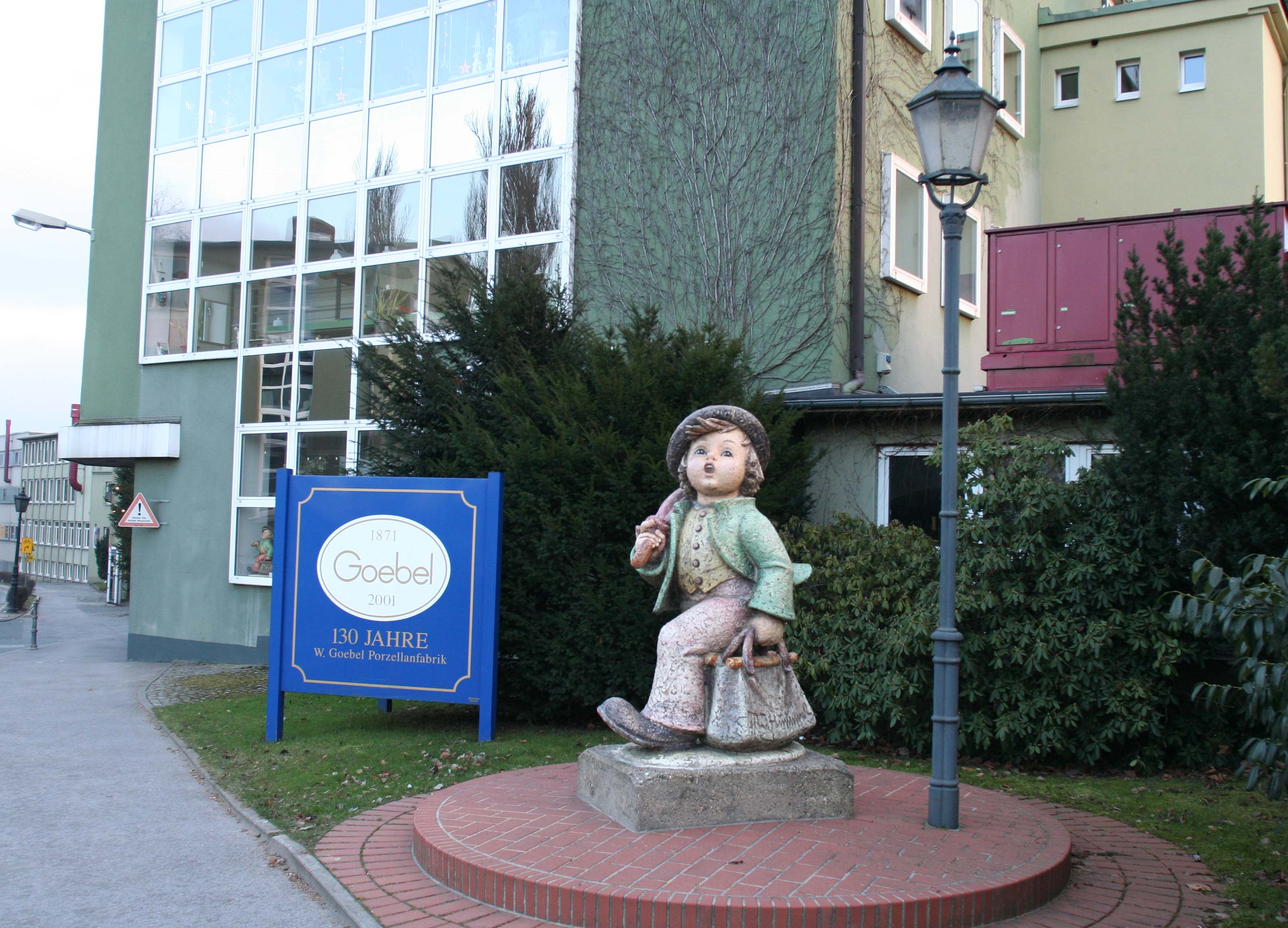
Hummelfigur „Wanderbub“ am Haupteingang

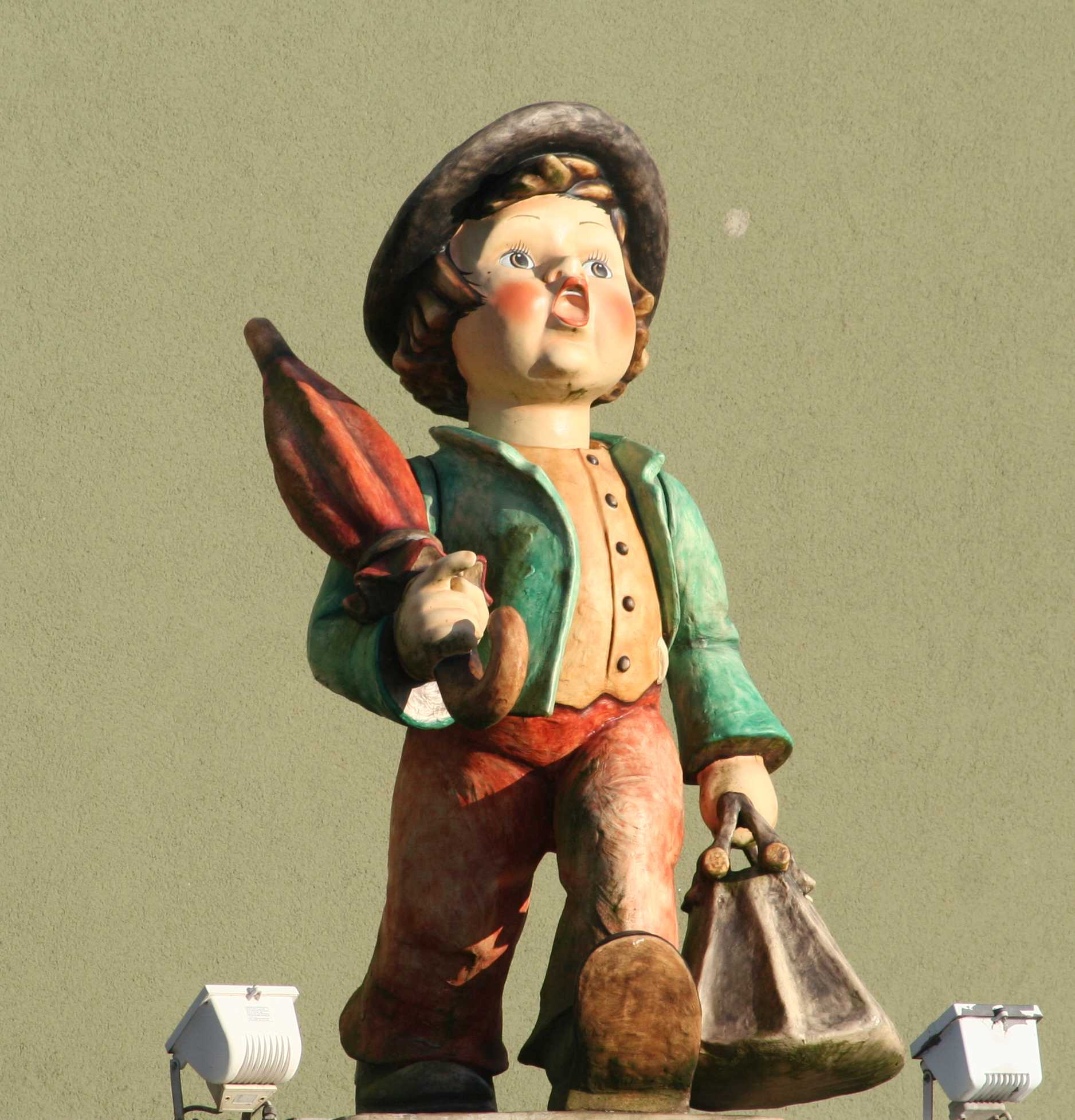
Hummelfigur auf Verkaufsladen

Die Porzellanfabrik Goebel wurde am 30. Januar 1871 in Oeslau-Wilhelmsfeld durch Franz Detleff und seinen Sohn William Goebel gegründet. 1911 übernahm Max Louis Goebel, Sohn Williams, die Geschäftsleitung. 1929 folgten diesem sein Sohn Franz und sein Schwiegersohn Eux Stocke, wobei am 8. Februar 1929 die Rechtsform des Unternehmens in eine Kommanditgesellschaft umgewandelt wurde. Die nächste Generation wirkte ab 1969 mit Wilhelm Goebel und Ulrich Stocke im Unternehmen. In der sechsten Generation war die Familie Goebel durch Christian Goebel und Detlev Stocke als Kommanditisten an der 1995 gegründeten GmbH & Co. KG beteiligt, bis das Unternehmen im Jahr 2006 Insolvenz anmelden musste.
Noch im Jahr 1997 waren 1310 Mitarbeiter bei Goebel beschäftigt. Das Sortiment umfasste mehr als 1000 verschiedene Figuren. Nach den Terroranschlägen vom 11. September 2001 in New York brach die Nachfrage nach den Porzellan-Figuren jedoch dramatisch ein. In der Folge konnte das Traditionsunternehmen im Juli 2006 seinen Zahlungsverpflichtungen nicht mehr nachkommen. Der Umsatz betrug 2005 ungefähr 100 Millionen Euro. Am 7. März 2007 gab das Unternehmen bekannt, dass die US-Investoren Strategic Value Partner und Merrill Lynch die Firma Goebel übernehmen und damit vorübergehend auch die über 400 verbliebenen Arbeitsplätze am Standort Rödental sichern. Das Unternehmen firmiert seitdem unter Goebel Porzellanmanufaktur GmbH.
Am 18. Juni 2008 wurde bekannt, dass Ende 2008 die Herstellung der Hummelfiguren wegen fehlender Wirtschaftlichkeit eingestellt würde und weitere 230 Mitarbeiter entlassen würden. Die Produktion der Plastiken wurde Ende Oktober 2008 eingestellt, rund 230 der noch verbliebenen 340 Mitarbeiter wechselten in eine Transfergesellschaft.
Anfang 2009 übernahm die Höchster Porzellanmanufaktur die Fabrikation der Hummelfiguren. Unter der neuen Gesellschaft Manufaktur Rödental wurden ab dem 9. Februar 2009 wieder Hummelfiguren im alten angemieteten Produktionsgebäude in Rödental/Coburg mit 30 Fachkräften hergestellt. 2011 waren es 80 Mitarbeiter. 2012 erzielte die Manufaktur einen Umsatz von 5,5 Millionen Euro. Zum 1. August 2013 kündigte Goebel den Vertriebsvertrag mit der Manufaktur Rödental. Grund dafür waren Lieferschwierigkeiten, unterschiedliche Vorstellungen über marktgerechte Vertriebsstrategien und nicht eingehaltene Termine bei der Kooperationsvergütung. Am 22. August 2013 meldete der Geschäftsführer der Manufaktur Rödental GmbH Insolvenz an.
Zum 1. November 2013 übernahmen vier Investoren das Unternehmen, das damals 40 Mitarbeiter hatte. Im Sommer 2015 folgte der Verkauf der meisten Unternehmensanteile, mehr als 60 Personen wurden beschäftigt, an das amerikanische Investment Unternehmen M. E. Zukerman. Ende September 2017 folgte die dritte Insolvenz und drei Monate später übernahm der Kulmbacher Unternehmer Bernd Förtsch die Hummel Manufaktur.
Bei der Goebel Porzellanmanufaktur GmbH verblieb der Bereich „Schenken und Wohnen“ der alten Porzellanfabrik, der Geschenkartikel sowie kunstgewerbliche Erzeugnisse herstellt. Während die Produktion außerhalb Deutschlands erfolgt, waren 2010 in Rödental noch 69 Mitarbeiter mit Entwicklung und Design von Porzellanartikeln sowie ihrem weltweiten Verkauf beschäftigt. Eigentümer der Gesellschaft ist seit 2010 die PM Kapital GmbH & Co. KG aus Bad Staffelstein, die auch Anteilseigner der dort ansässigen Kaiser-Porzellan GmbH ist. Im Jahr 2016 wurde die Verwaltung, der Einkauf und der Vertrieb nach Bad Staffelstein verlagert, 2022 folgte der Werksverkauf.

## Designs

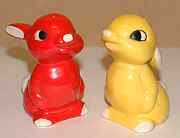
Streuer „Thumper“

Weltbekannt ist Goebel als Hersteller der „Hummel-Figuren“. 1934 wurde Franz Goebel auf die Zeichnungen der Franziskanerschwester Maria Innocentia Hummel aufmerksam. Er schloss mit dem Kloster Sießen einen Lizenzvertrag. Nach den Bildvorlagen fertigten die Modelleure Reinhold Unger und Arthur Möller in Zusammenarbeit mit Maria Innocentia Hummel 1935 die ersten 46 Porzellanfigurmotive, zu denen der bekannte „Wanderbub“ zählte. Die Produktion der qualitativ hochwertigen Dekorations-Porzellanfiguren entwickelte sich zu einem jahrzehntelangen Verkaufserfolg. Vor allem in den Vereinigten Staaten fanden die Hummel-Figuren zahlreiche Sammler.
Goebel produzierte beispielsweise schon in den 1920er Jahren figürliche Salz- und Pfeffer-Streuer für den US-Markt (z. B. Mickey Mouse), das abgebildete Beispiel aus den 1970er Jahren zeigt das Kaninchen „Thumper“ aus dem Walt-Disney-Film „Bambi“. Die Figuren wurden von den bei Goebel beschäftigten Modelleuren nach den Zeichnungsvorlagen in Gussmodelle umgesetzt.
Goebel arbeitet heute mit verschiedenen Designern zusammen. Von 2005 bis 2015 wurden in Lizenz viele Salz- und Pfefferstreuer für Adam & Ziege hergestellt. Weitere Designpartner sind Charlotte di Vita, Louis Féraud, „Mára!“, Julia E. Limpke und Rosina Wachtmeister.
Keramik und Porzellan von Goebel lässt sich anhand der Bodenmarke auch durch den Laien leicht datieren, da die Firma ihre Bodenmarke immer wieder geändert hat.